# Classificació per a l'Eurocopa 2012
En la classificació per a l'Eurocopa 2012, 50 seleccions nacionals pertanyents a la UEFA van prendre part per a buscar els 14 llocs disponibles per a la fase final, que es jugarà a Polònia i Ucraïna. Els seleccionats de Polònia i Ucraïna ja estan classificats perquè són els organitzadors.
El sorteig de la fase de classificació es va realitzar el 7 de febrer del 2010 a Varsòvia, Polònia. La competició comença l'11 d'agost del 2010 i acaba l'11 d'octubre del 2011.

## Classificació i desempats
Es classifiquen per la fase final els primers equips de cada grup i el millor segon (els que hagin acabat segons en un grup de sis equips entraran a la comparació sense comptar els punts obtinguts contra el darrer classificat del grup), establerts d'acord amb el nombre de punts obtinguts (3 per victòria, 1 per empat). En cas d'empat en puntuació, els equips es classificaran segons els següents paràmetres:
1. Major nombre de punts obtinguts en els partits entre els equips empatats en puntuació.
2. Diferència de gols en els partits entre els equips empatats en puntuació.
3. Major nombre de gols a favor en els partits entre els equips empatats en puntuació.
4. Major nombre de gols a favor en els partits de visita entre els equips empatats en puntuació.
5. En cas de mantindre's l'empat, s'apliquen els criteris anteriors, però respecte a tots els partits del grup.
6. Millor conducta en tots els partits del grup.
7. Sorteig.

Els altres segons de grup s'enfrontaran l'11 i el 15 de novembre del 2011 en unes eliminatòries d'on sortiran els darrers 4 equips classificats per a la fase final del torneig.

## Resultats

### Grup A
| Equip       | Pt | PJ | PG | PE | PP | GF | GC | DG  |
| ----------- | -- | -- | -- | -- | -- | -- | -- | --- |
| Alemanya    | 30 | 10 | 10 | 0  | 0  | 34 | 7  | 27  |
| Turquia     | 17 | 10 | 5  | 2  | 3  | 13 | 11 | 2   |
| Bèlgica     | 15 | 10 | 4  | 3  | 3  | 21 | 15 | 6   |
| Àustria     | 12 | 10 | 3  | 3  | 4  | 16 | 17 | -1  |
| Azerbaidjan | 7  | 10 | 2  | 1  | 7  | 10 | 26 | -16 |
| Kazakhstan  | 4  | 10 | 1  | 1  | 8  | 6  | 24 | -18 |

|             | DEU | TUR | AUT | BEL | KAZ | AZE |
| ----------- | --- | --- | --- | --- | --- | --- |
| Alemanya    | -   | 3-0 | 6-2 | 3-1 | 4-0 | 6-1 |
| Turquia     | 1-3 | -   | 2-0 | 3-2 | 2-1 | 1-0 |
| Àustria     | 1-2 | 0-0 | -   | 0-2 | 2-0 | 3-0 |
| Bèlgica     | 0-1 | 1-1 | 4-4 | -   | 4-1 | 4-1 |
| Kazakhstan  | 0-3 | 0-3 | 0-0 | 0-2 | -   | 2-1 |
| Azerbaidjan | 1-3 | 1-0 | 1-4 | 1-1 | 3-2 | -   |

### Grup B
| Equip               | Pt | PJ | PG | PE | PP | GF | GC | DG  |
| ------------------- | -- | -- | -- | -- | -- | -- | -- | --- |
| Rússia              | 23 | 10 | 7  | 2  | 1  | 17 | 4  | 13  |
| República d'Irlanda | 21 | 10 | 6  | 3  | 1  | 15 | 7  | 8   |
| Armènia             | 17 | 10 | 5  | 2  | 3  | 22 | 10 | 12  |
| Eslovàquia          | 15 | 10 | 4  | 3  | 3  | 7  | 10 | -3  |
| Macedònia           | 8  | 10 | 2  | 2  | 6  | 8  | 14 | -6  |
| Andorra             | 0  | 10 | 0  | 0  | 10 | 1  | 25 | -24 |

| Equip               | RUS | SVK | IRL | MKD | ARM | AND |
| ------------------- | --- | --- | --- | --- | --- | --- |
| Rússia              | -   | 0-1 | 0-0 | 1-0 | 3-1 | 6-0 |
| Eslovàquia          | 0-1 | -   | 1-1 | 1-0 | 0-4 | 1-0 |
| República d'Irlanda | 2-3 | 0-0 | -   | 2-1 | 2-1 | 3-1 |
| Macedònia           | 0-1 | 1-1 | 0-2 | -   | 2-2 | 1-0 |
| Armènia             | 0-0 | 3-1 | 0-1 | 4-1 | -   | 4-0 |
| Andorra             | 0-2 | 0-1 | 0-2 | 0-2 | 0-3 | –   |

### Grup C
| Equip            | Pt | PJ | PG | PE | PP | GF | GC | DG  |
| ---------------- | -- | -- | -- | -- | -- | -- | -- | --- |
| Itàlia           | 26 | 10 | 8  | 2  | 0  | 20 | 2  | 18  |
| Estònia          | 16 | 10 | 5  | 1  | 4  | 15 | 14 | 1   |
| Sèrbia           | 15 | 10 | 4  | 3  | 3  | 13 | 12 | 1   |
| Eslovènia        | 14 | 10 | 4  | 2  | 4  | 11 | 7  | 4   |
| Irlanda del Nord | 9  | 10 | 2  | 3  | 5  | 9  | 13 | -4  |
| Illes Fèroe      | 4  | 10 | 1  | 1  | 8  | 6  | 26 | -20 |

| Equip            | ITA | SRB | NIR | SVN | EST | FRO |
| ---------------- | --- | --- | --- | --- | --- | --- |
| Itàlia           | -   | 3-0 | 3-0 | 1-0 | 3-0 | 5-0 |
| Sèrbia           | 1-1 | -   | 2-1 | 1-1 | 1-3 | 3-1 |
| Irlanda del Nord | 0-0 | 0-1 | -   | 0-0 | 1-2 | 4-0 |
| Eslovènia        | 0-1 | 1-0 | 0-1 | -   | 1-2 | 5-1 |
| Estònia          | 1-2 | 1-1 | 4-1 | 0-1 | -   | 2-1 |
| Illes Fèroe      | 0-1 | 0-3 | 1-1 | 0-2 | 2-0 | -   |

### Grup D
| Equip                | Pt | PJ | PG | PE | PP | GF | GC | DG  |
| -------------------- | -- | -- | -- | -- | -- | -- | -- | --- |
| França               | 21 | 10 | 6  | 3  | 1  | 15 | 4  | 11  |
| Bòsnia i Hercegovina | 20 | 10 | 6  | 2  | 2  | 17 | 8  | 9   |
| Romania              | 14 | 10 | 3  | 5  | 2  | 13 | 9  | 4   |
| Belarús              | 13 | 10 | 3  | 4  | 3  | 8  | 7  | 1   |
| Albània              | 9  | 10 | 2  | 3  | 5  | 7  | 14 | -7  |
| Luxemburg            | 4  | 10 | 1  | 1  | 8  | 3  | 21 | -18 |

| Equip                | FRA | ROU | Bòsnia i Hercegovina | BLR | ALB | LUX |
| -------------------- | --- | --- | -------------------- | --- | --- | --- |
| França               | -   | 2-0 | 1-1                  | 0-1 | 3-0 | 2-0 |
| Romania              | 0-0 | -   | 3-0                  | 2-2 | 1-1 | 3-1 |
| Bòsnia i Hercegovina | 0-2 | 2-1 | -                    | 1-0 | 2-0 | 5-0 |
| Belarús              | 1-1 | 0-0 | 0-2                  | -   | 2-0 | 2-0 |
| Albània              | 1-2 | 1-1 | 1-1                  | 1-0 | -   | 1-0 |
| Luxemburg            | 0-2 | 0-2 | 0-3                  | 0-0 | 2-1 | -   |

### Grup E
| Equip         | Pt | PJ | PG | PE | PP | GF | GC | DG  |
| ------------- | -- | -- | -- | -- | -- | -- | -- | --- |
| Països Baixos | 27 | 10 | 9  | 0  | 1  | 37 | 8  | 29  |
| Suècia        | 24 | 10 | 8  | 0  | 2  | 31 | 11 | 20  |
| Hongria       | 19 | 10 | 6  | 1  | 3  | 22 | 14 | 8   |
| Finlàndia     | 10 | 10 | 3  | 1  | 6  | 16 | 16 | 0   |
| Moldàvia      | 9  | 10 | 3  | 0  | 7  | 12 | 16 | -4  |
| San Marino    | 0  | 10 | 0  | 0  | 10 | 0  | 53 | -53 |

| Equip         | NED | SWE | FIN | HON | MDA | SMR  |
| ------------- | --- | --- | --- | --- | --- | ---- |
| Països Baixos | -   | 4-1 | 2-1 | 5-3 | 1-0 | 11-0 |
| Suècia        | 3-2 | -   | 5-0 | 2-0 | 2-1 | 6-0  |
| Finlàndia     | 0-2 | 1-2 | -   | 1-2 | 4-1 | 8-0  |
| Hongria       | 0-4 | 2-1 | 0-0 | -   | 2-1 | 8-0  |
| Moldàvia      | 0-1 | 1-4 | 2-0 | 0-2 | -   | 4-0  |
| San Marino    | 0-5 | 0-5 | 0-1 | 0-3 | 0-2 | -    |

### Grup F
| Equip   | Pt | PJ | PG | PE | PP | GF | GC | DG  |
| ------- | -- | -- | -- | -- | -- | -- | -- | --- |
| Grècia  | 24 | 10 | 7  | 3  | 0  | 14 | 5  | 9   |
| Croàcia | 22 | 10 | 7  | 1  | 2  | 18 | 7  | 11  |
| Israel  | 16 | 10 | 5  | 1  | 4  | 13 | 11 | 2   |
| Letònia | 11 | 10 | 3  | 2  | 5  | 9  | 12 | -3  |
| Geòrgia | 10 | 10 | 2  | 4  | 4  | 7  | 9  | -2  |
| Malta   | 1  | 10 | 0  | 1  | 9  | 4  | 21 | -17 |

| Equip   | CRO | GRE | ISR | LAT | GEO | MLT |
| ------- | --- | --- | --- | --- | --- | --- |
| Croàcia | -   | 0-0 | 3-1 | 2-0 | 2-1 | 3-0 |
| Grècia  | 2-0 | -   | 2-1 | 1-0 | 1-1 | 3-1 |
| Israel  | 1-2 | 0-1 | -   | 2-1 | 1-0 | 3-1 |
| Letònia | 0-3 | 1-1 | 1-2 | -   | 1-1 | 2-0 |
| Geòrgia | 1-0 | 1-2 | 0-0 | 0-1 | -   | 1-0 |
| Malta   | 1-3 | 0-1 | 0-2 | 0-2 | 1-1 | –   |

### Grup G
| Equip      | Pt | PJ | PG | PE | PP | GF | GC | DG  |
| ---------- | -- | -- | -- | -- | -- | -- | -- | --- |
| Anglaterra | 18 | 8  | 5  | 3  | 0  | 17 | 5  | 12  |
| Montenegro | 12 | 8  | 3  | 3  | 2  | 7  | 7  | 0   |
| Suïssa     | 11 | 8  | 3  | 2  | 3  | 12 | 10 | 2   |
| Gal·les    | 9  | 8  | 3  | 0  | 5  | 6  | 10 | -4  |
| Bulgària   | 5  | 8  | 1  | 2  | 5  | 3  | 13 | -10 |

| Equip      | ENG | SUI | BGR | WAL | MNE |
| ---------- | --- | --- | --- | --- | --- |
| Anglaterra | -   | 2-2 | 4-0 | 1-0 | 0-0 |
| Suïssa     | 1-3 | -   | 3-1 | 4-1 | 2-0 |
| Bulgària   | 0-3 | 0-0 | -   | 0-1 | 0-1 |
| Gal·les    | 0-2 | 2-0 | 0-1 | -   | 2-1 |
| Montenegro | 2-2 | 1-0 | 1-1 | 1-0 | -   |

### Grup H
| Equip     | Pt | PJ | PG | PE | PP | GF | GC | DG  |
| --------- | -- | -- | -- | -- | -- | -- | -- | --- |
| Dinamarca | 19 | 8  | 6  | 1  | 1  | 15 | 6  | 9   |
| Portugal  | 16 | 8  | 5  | 1  | 2  | 21 | 12 | 9   |
| Noruega   | 16 | 8  | 5  | 1  | 2  | 10 | 7  | 3   |
| Xipre     | 4  | 8  | 1  | 1  | 6  | 6  | 14 | -8  |
| Islàndia  | 2  | 8  | 0  | 2  | 6  | 7  | 20 | -13 |

| Equip     | POR | DEN | NOR | CYP | ISL |
| --------- | --- | --- | --- | --- | --- |
| Portugal  | -   | 3-1 | 1-0 | 4-4 | 5-3 |
| Dinamarca | 2-1 | -   | 2-0 | 2-0 | 1-0 |
| Noruega   | 1-0 | 1-1 | -   | 3-1 | 1-0 |
| Xipre     | 0-4 | 1-4 | 1-2 | -   | 0-0 |
| Islàndia  | 1-3 | 0-2 | 1-2 | 1-0 | –   |

### Grup I
| Equip           | Pt | PJ | PG | PE | PP | GF | GC | DG  |
| --------------- | -- | -- | -- | -- | -- | -- | -- | --- |
| Espanya         | 24 | 8  | 8  | 0  | 0  | 26 | 6  | 20  |
| República Txeca | 13 | 8  | 4  | 1  | 3  | 12 | 8  | 4   |
| Escòcia         | 11 | 8  | 3  | 2  | 3  | 9  | 10 | -1  |
| Lituània        | 5  | 8  | 1  | 2  | 5  | 4  | 13 | -9  |
| Liechtenstein   | 4  | 8  | 1  | 1  | 6  | 3  | 17 | -14 |

| Equip           | ESP | CZE | SCO | LTU | LIE |
| --------------- | --- | --- | --- | --- | --- |
| Espanya         | -   | 2-1 | 3-1 | 3-1 | 6-0 |
| República Txeca | 0-2 | -   | 1-0 | 0-1 | 2-0 |
| Escòcia         | 2-3 | 2-2 | -   | 1-0 | 2-1 |
| Lituània        | 1-3 | 1-4 | 0-0 | -   | 0-0 |
| Liechtenstein   | 0-4 | 0-2 | 0-1 | 2-0 | –   |

### Play-off dels segons
| Equip 1              | Global | Equip 2             | Anada | Tornada |
| -------------------- | ------ | ------------------- | ----- | ------- |
| Turquia              | 0-3    | Croàcia             | 0-3   | 0-0     |
| Estònia              | 1-5    | República d'Irlanda | 0-4   | 1-1     |
| República Txeca      | 3-0    | Montenegro          | 2-0   | 1-0     |
| Bòsnia i Hercegovina | 2-6    | Portugal            | 0-0   | 2-6     |

## Equips classificats
| Selecció            | Classificat com      | Data de classificació  | Participacions prèvies al campionat                                         |
| ------------------- | -------------------- | ---------------------- | --------------------------------------------------------------------------- |
| Polònia             | Amfitrió             | 18 d'abril de 2007     | 1 (2008)                                                                    |
| Ucraïna             | Amfitrió             | 18 d'abril de 2007     | 0 (debutant)                                                                |
| Alemanya            | Guanyador del grup A | 2 de setembre de 2011  | 10 (19721,3, 19763, 19801,3, 19843, 19882,3, 1992, 19961, 2000, 2004, 2008) |
| Rússia              | Guanyador del grup B | 11 d'octubre de 2011   | 9 (19601,4, 19644, 19684, 19724, 19884, 19925, 1996, 2004, 2008)            |
| Itàlia              | Guanyador del grup C | 6 de setembre de 2011  | 7 (19681,2, 19802, 1988, 1996, 2000, 2004, 2008)                            |
| França              | Guanyador del grup D | 11 d'octubre de 2011   | 7 (19602, 19841,2, 1992, 1996, 20001, 2004, 2008)                           |
| Països Baixos       | Guanyador del grup E | 6 de setembre de 2011  | 8 (1976, 1980, 19881, 1992, 1996, 20002, 2004, 2008)                        |
| Grècia              | Guanyador del grup F | 11 d'octubre de 2011   | 3 (1980, 20041, 2008)                                                       |
| Anglaterra          | Guanyador del grup G | 7 d'octubre de 2011    | 7 (1968, 1980, 1988, 1992, 19962, 2000, 2004)                               |
| Dinamarca           | Guanyador del grup H | 11 d'octubre de 2011   | 7 (1964, 1984, 1988, 19921, 1996, 2000, 2004)                               |
| Espanya             | Guanyador del grup I | 6 de setembre de 2011  | 8 (19641,2, 1980, 1984, 1988, 1996, 2000, 2004, 20081)                      |
| Suècia              | Millor segon         | 11 d'octubre de 2011   | 4 (19922, 2000, 2004, 2008)                                                 |
| Croàcia             | A la repesca         | 15 de novembre de 2011 | 3 (1996, 2004, 2008)                                                        |
| República Txeca     | A la repesca         | 15 de novembre de 2011 | 7 (1960, 6 1976,1, 6 1980, 6 1996, 2000, 2004, 2008)                        |
| República d'Irlanda | A la repesca         | 15 de novembre de 2011 | 1 (1988)                                                                    |
| Portugal            | A la repesca         | 15 de novembre de 2011 | 5 (1984, 1996, 2000, 2004, 2 2008)                                          |

¹ Els anys en negreta indiquen que la selecció fou campiona de la competició
² Els anys en cursiva indiquen que la selecció fou amfitriona de la competició
3 com a  Alemanya Federal
4 com a  URSS
⁵ com a  CEI
⁶ com a  Txecoslovàquia